# Nuclear Regulatory Commission

Logo NRC

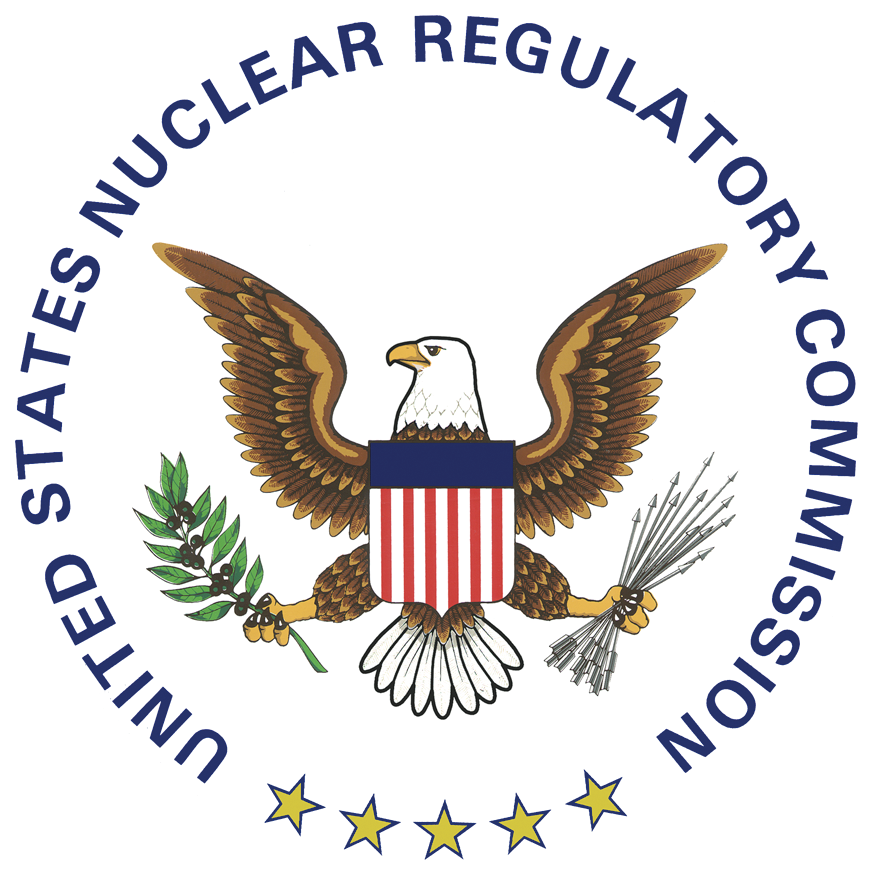
Pieczęć urzędowa NRC

Nuclear Regulatory Commission (skrót. NRC) – amerykański urząd dozoru jądrowego; agencja rządowa utworzona w 1974 przez Kongres Stanów Zjednoczonych do zapewnienia bezpiecznego wykorzystania materiałów radioaktywnych i promieniowania jonizującego, poprzez licencjonowanie i nadzór nad podmiotami i urządzeniami wykorzystującymi materiały radioaktywne i promieniowanie jonizujące, w tym elektrowni jądrowych, aparatury rentgenowskiej itp. Komisja tworzy politykę i regulacje, nadzoruje, i licencjonuje wymienione obszary działalności.
Agencja dysponuje rocznym budżetem ok. 1 miliarda USD i zatrudnia ok. 4000 pracowników w 6 ośrodkach – centrali (Rockville (Maryland)), 4 oddziałach regionalnych (region I – King of Prussia (Pensylwania), region II – Atlanta (Georgia), region III – Lisle (Illinois), region IV – Arlington (Teksas)), i centrum szkoleniowym (Chattanooga). Inspektorzy komisji są stale obecni w każdym ośrodku podlegającym jej nadzorowi.
Komisja zastąpiła Komisję Energii Atomowej, powołaną w 1946.

## Regiony nadzoru

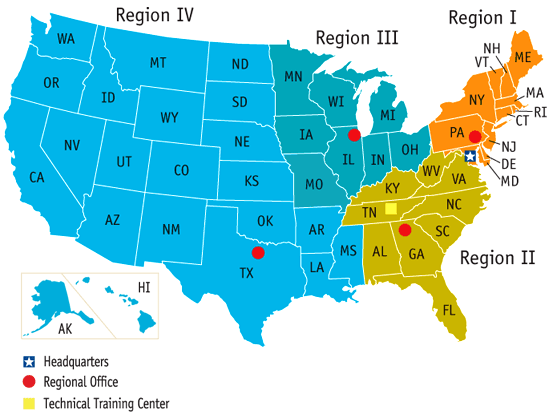
Regiony dozoru jądrowego i ośrodki NRC.

Na swoje potrzeby NRC dzieli terytorium USA na cztery regiony. Ich wielkość pośrednio odzwierciedla liczba obiektów jądrowych, takich jak elektrownie, na ich terytorium. Przypisanie terytorialne ma jeden wyjątek: EJ Callaway podlega nadzorowi Regionu IV mimo zlokalizowania w stanie Missouri.

## Struktura

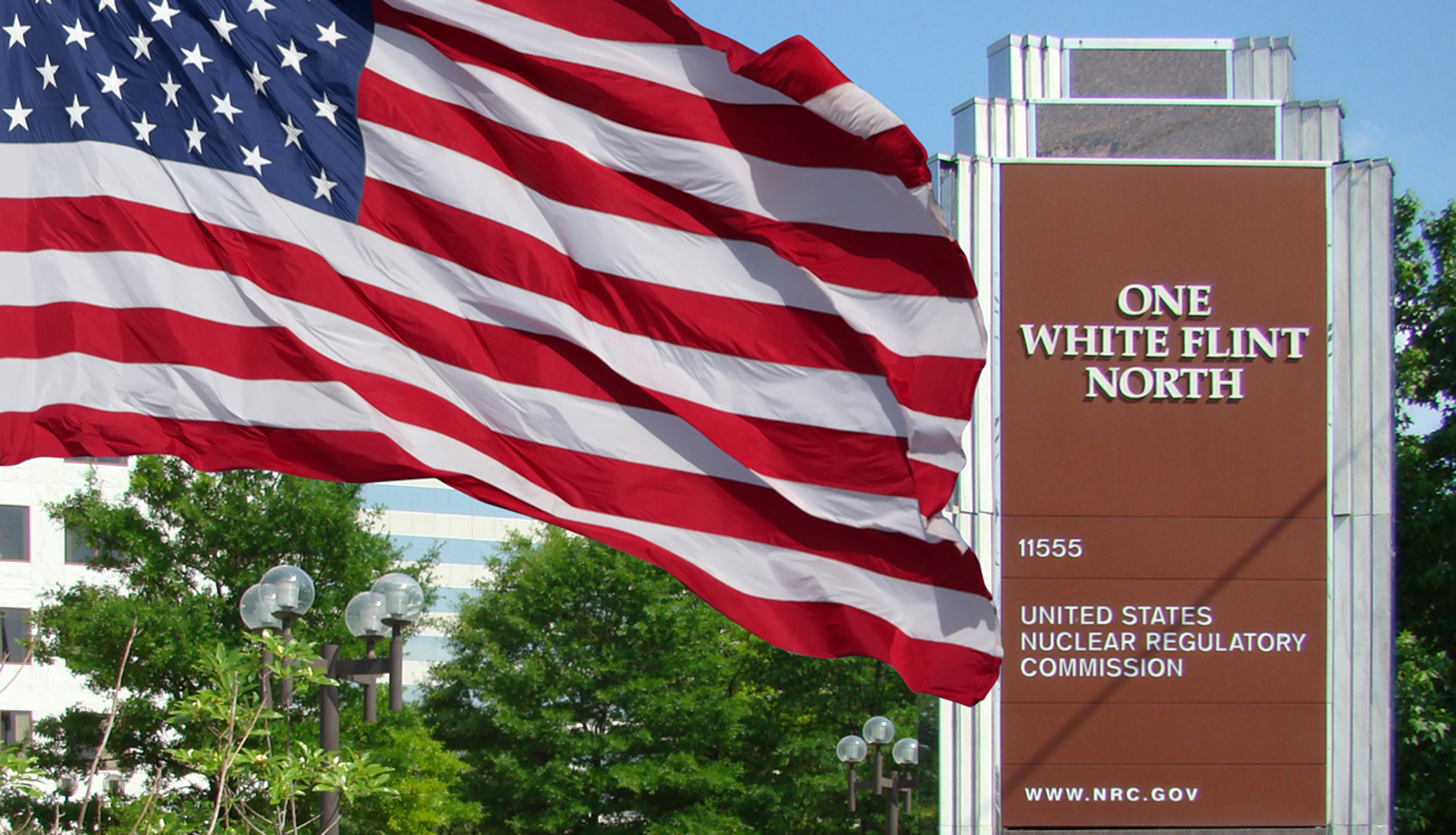
Siedziba główna NRC.

Komisja jest ciałem kolegialnym. Tworzy ją 5 komisarzy wskazywanych przez Prezydenta USA na 5-letnie kadencje, a zatwierdzanych przez Senat. Prezydent wskazuje jednego z komisarzy jako przewodniczącego.
Przewodniczący jest głównym przedstawicielem urzędu, dyrektorem wykonawczym, i jego oficjalnym rzecznikiem, i jako taki jest odpowiedzialny za administracyjne, organizacyjne, i kadrowe działania agencji, a także za długoterminowe planowanie jej pracy i budżet. Przewodniczący ma najwyższe uprawnienia w komisji, włącznie z możliwością nadzwyczajnej ingerencji w przyznawane licencje. Urząd przewodniczącego regulują przepisy o komisji.
Struktura komisji wyróżnia komitety, biura podlegające bezpośrednio komisji (Commission Staff Offices, CSO), biura podlegające dyrektorowi wykonawczemu ( Executive Director for Operations, EDO) i stanowisko inspektora generalnego:
- Komitet doradczy ds. bezpieczeństwa reaktorów jądrowych (Advisory Committee on Reactor Safeguards, ACRS)
- Komitet doradczy ds. medycznego wykorzystania izotopów (Advisory Committee on the Medical Uses of Isotopes, ACMUI)
- Rada bezpieczeństwa atomowego i licencjonowania (Atomic Safety and Licensing Board Panel, ASLBP)
- Biuro Inspektora Generalnego (Office of the Inspector General, OIG)
- Biura CSO:
  - Biuro Komisji Apelacyjnej (Office of Commission Appellate Adjudication, CAA)
  - Biuro Spraw Kongresu (Office of Congressional Affairs, CA)
  - Biuro Radcy Prawnego (Office of the General Counsel, OGC)
  - Biuro Programów Międzynarodowych (Office of International Programs, IP)
  - Biuro Spraw Publicznych (Office of Public Affairs, PA)
  - Biuro Sekretarza (Office of the Secretary, SECY)
  - Biuro Dyrektora Finansowego (Office of the Chief Financial Officer, CFO)
  - Biuro Dyrektora Wykonawczego (Office of the Executive Director for Operations, EDO):
    - Biuro ds. Nowych Reaktorów (Office of New Reactors, NRO)
    - Biuro ds. Bezpieczeństwa i Zabezpieczenia Materiałów Jądrowych (Office of Nuclear Material Safety and Safeguards, NMSS)
    - Biuro ds. Regulacji Reaktorów Jądrowych (Office of Nuclear Reactor Regulation, NRR)
    - Biuro ds. Badań nad Regulacjami Jądrowymi (Office of Nuclear Regulatory Research, RES)
    - Biuro ds. Egzekwowania (Office of Enforcement, OE)
    - Biuro ds. Dochodzeń (Office of Investigations, OI)
    - Biuro Bezpieczeństwa Jądrowego i Reagowania Kryzysowego (Office of Nuclear Security and Incident Response, NSIR)
    - Biuro Regionu I (Region I, R-I)
    - Biuro Regionu II (Region II, R-II)
    - Biuro Regionu III (Region III, R-III)
    - Biuro Regionu IV (Region IV, R-IV)
    - Biuro Dyrektora ds. Informacji (Office of the Chief Information Officer, OCIO)
    - Biuro ds. Administracyjnych (Office of Administration, ADM)
    - Biuro Dyrektora ds. Kapitału Ludzkiego (Office of the Chief Human Capital Officer, OCHCO)
    - Biuro ds. Małych Przedsiębiorstw i Praw Obywatelskich (Office of Small Business and Civil Rights, SBCR)

## Umocowanie prawne
NRC została powołana 19 stycznia 1975 ustawą Energy Reorganization Act z 1974, przyjętą na 2. sesji 113. zgromadzeniu Kongresu. Ustawa ta wniosła również zmiany do poprzedniej ustawy o prawie atomowym, Atomic Energy Act z 1954. Dokument z 1974, liczący prawie 1500 stron nosi wewnętrzne oznaczenie NUREG-0980.
Ustawy mające fundamentalne znaczenie dla funkcjonowania komisji:
- ustawy regulujące cywilne wykorzystanie materiałów jądrowych
  - Atomic Energy Act (1954) z poprawkami
  - Energy Reorganization Act (1974)
  - Reorganization Plans (No. 1 – 1970, No. 3 – 1980)
- ustawy o odpadach jądrowych
  - Uranium Mill Tailings Radiation Control Act (1978)
  - Nuclear Waste Policy Act (1982)
  - Low-Level Radioactive Waste Policy Amendments Act (1985)
- ustawy o nierozprzestrzenianiu
  - Nuclear Non-Proliferation Act (1978)
- ustawy regulujące pracę urzędów dozorujących
  - Administrative Procedure Act
  - National Environmental Policy Act